# Liste der Baudenkmale in Teichland
In der Liste der Baudenkmale in Teichland sind alle Baudenkmale der brandenburgischen Gemeinde Teichland und ihrer Ortsteile aufgelistet. Grundlage ist die Veröffentlichung der Landesdenkmalliste mit dem Stand vom 31. Dezember 2021. Die Bodendenkmale sind in der Liste der Bodendenkmale in Teichland aufgeführt.

## Legende
In den Spalten befinden sich folgende Informationen:
- ID-Nr.: Die Nummer wird vom Brandenburgischen Landesamt für Denkmalpflege vergeben. Ein Link hinter der Nummer führt zum Eintrag über das Denkmal in der Denkmaldatenbank. In dieser Spalte kann sich zusätzlich das Wort Wikidata befinden, der entsprechende Link führt zu Angaben zu diesem Denkmal bei Wikidata.
- Lage: die Adresse des Denkmales und die geographischen Koordinaten. Link zu einem Kartenansichtstool, um Koordinaten zu setzen. In der Kartenansicht sind Denkmale ohne Koordinaten mit einem roten beziehungsweise orangen Marker dargestellt und können in der Karte gesetzt werden. Denkmale ohne Bild sind mit einem blauen bzw. roten Marker gekennzeichnet, Denkmale mit Bild mit einem grünen beziehungsweise orangen Marker.
- Bezeichnung: Bezeichnung in den offiziellen Listen des Brandenburgischen Landesamtes für Denkmalpflege. Ein Link hinter der Bezeichnung führt zum Wikipedia-Artikel über das Denkmal.
- Beschreibung: die Beschreibung des Denkmales
- Bild: ein Bild des Denkmales und gegebenenfalls einen Link zu weiteren Fotos des Baudenkmals im Medienarchiv Wikimedia Commons

## Über die Gemeindegrenzen hinaus
| ID-Nr.   | Lage   | Bezeichnung                                           | Beschreibung | Bild                                                  |
| -------- | ------ | ----------------------------------------------------- | --- | ----------------------------------------------------- |
| 09125240 | (Lage) | Der Hammergraben ist geschützt von Lakoma bis Fehrow. | Der Hammergraben wurde in der ersten Hälfte des 16. Jahrhunderts angelegt. Er wurde zur Flutung des Vorfeldes der Peitzer Burg und zur Bereitstellung von Energie für die Eisenhütte in Peitz genutzt. Nordöstlich von Cottbus zweigt der Hammgraben von Spree ab und hat dabei eine Länge von 21 Kilometern. Von den 21 Kilometern verlaufen etwa zwei Drittel der Kanalsohle über dem Geländeniveau; so konnte sichergestellt werden, dass durch die Strömungsgeschwindigkeit ausreichend Energie für die Eisenhütte erzeugt wurde. | Der Hammergraben ist geschützt von Lakoma bis Fehrow. |

## Baudenkmale in den Ortsteilen

### Bärenbrück(Barbuk)
| ID-Nr.   | Lage   | Bezeichnung                              | Beschreibung | Bild |
| -------- | ------ | ---------------------------------------- | --- | ---- |
| 09125050 | (Lage) | Grabstätte für drei sowjetische Soldaten | Das sowjetische Ehrengrab wurde 1966 aufgestellt. In den Jahren 2005/2006 wurde das Grab neu gestaltet. Das Ehrengrab besteht aus einem Grabstein, auf dem Grabstein befindet sich ein Sowjetstern. Um dem Grabstein befindet sich Zierkies, das Ehrengrab ist von einem Zaum eingefriedet. Hier liegen drei gefallene Soldaten, die im April 1945 gefallen sind. | BW   |

### Maust(Hus)
| ID-Nr.   | Lage                      | Bezeichnung                                            | Beschreibung | Bild                                                   |
| -------- | ------------------------- | ------------------------------------------------------ | --- | ------------------------------------------------------ |
| 09125223 | Mauster Dorfstraße (Lage) | Ehrenmal Kapp-Putsch                                   | Das Ehrenmal wurde in den 1960er Jahren errichtet, im Jahre 2008 neu gestaltet. Es liegt an der Ostseite der B 168. Das Ehrenmal gedenkt Otto Thiele und Franz Blümke, die am 17. März 1920 beim Kapp-Putsch starben. Der Mittelpunkt des Ehrenmals bildet ein Granitstein, vorne auf dem Stein befindet sich eine gebllte Faust und eine Inschrift. | Ehrenmal Kapp-Putsch                                   |
| 09125224 | Mühle 3 (Lage)            | „Pariser Pavillon“ im Garten der Gaststätte Maustmühle | Der Pavillon wurde um 1910 aufgestellt. Er ist 12,6 Meter lang und 8,2 Meter breit und hat ein Satteldach. | „Pariser Pavillon“ im Garten der Gaststätte Maustmühle |

### Neuendorf(Nowa Wjas)
| ID-Nr.   | Lage                       | Bezeichnung                | Beschreibung | Bild           |
| -------- | -------------------------- | -------------------------- | --- | -------------- |
| 09125504 | Jänschwalder Straße (Lage) | Kirche der wahren Hoffnung | Die evangelische Kirche („Kirche der wahren Hoffnung“) wurde in den Jahren 1953 bis 1954 errichtet. Es ist ein Saalbau aus Feldsteinquadert. Der Turm ist asymmetrisch an die Kirche angefügt. | weitere Bilder |